# Acord de Divendres Sant
L'Acord de Divendres Sant (en anglès, Good Friday Agreement) o Acord de Belfast va ser signat a Belfast, Irlanda del Nord, el 10 d'abril de 1998 pels governs irlandès i britànic, i diferents partits polítics (entre ells la majoria dels nord-irlandesos, inclòs el Sinn Féin), amb la intenció de posar fi al Conflicte d'Irlanda del Nord. També va ser aprovat pel poble d'Irlanda del Nord i el de la República d'Irlanda a través de la convocatòria de dos referèndums, un a cada territori.
L'acord va significar que l'IRA Provisional abandonés les seves activitats armades. L'IRA Autèntic, l'Oficial i l'IRA de la Continuïtat no van firmar aquest acord.

## Principals protagonistes
En el procés de negociació previ a l'acord, i en la signatura d'aquest, polítics i mediadors van ser els protagonistes:
- Tony Blair, primer ministre britànic de l'època, va acceptar la interlocució amb el Sinn Féin (partit polític proper a l'IRA), sense trencar amb els unionistes de l'Ulster.
- Bertie Ahern, primer ministre de la República d'Irlanda.
- David Trimble, líder del Partit Unionista de l'Ulster (UUP), força política principal d'Irlanda del Nord, va enfrontar una dura oposició a les seves files a les concessions que suposaria la signatura de l'Acord.
- Gerry Adams, líder del Sinn Féin, primer interlocutor acceptat pels unionistes del braç polític del republicanisme irlandès, va tenir el principal protagonisme en atreure i mantenir en els acords de pau als sectors més radicals del nacionalisme.
- John Hume, líder del catòlic Social Democratic and Labour Party, segon partit en importància de l'Ulster, va exercir de mediador durant anys i va impulsar la participació dels Estats Units d'Amèrica en la recerca de la pau.
- George Mitchell, exsenador nord-americà i exassessor del president nord-americà Bill Clinton, va intervenir entre les parts, forjant posteriorment l'anomenat "Pla Mitchell", document base de les últimes negociacions per arribar a l'Acord.

## Disposicions de l'Acord
Les principals disposicions de l'acord van ser:
- Principi que l'estatus constitucional d'Irlanda del Nord vindrà determinat pel desig democràtic de les poblacions d'Irlanda del Nord i de la República d'Irlanda.
- Compromís de pau entre els partits polítics de la regió (ús de "mitjans exclusivament pacífics i democràtics").
- Establiment d'una Assemblea Legislativa d'Irlanda del Nord.
- Establiment de la regla de la "doble majoria" (cross-community principle) per a les decisions principals de l'Assemblea: és a dir, que han de ser aprovades tant per la majoria dels representants de la comunitat republicana-catòlica com de l'unionista-protestant.
- Establiment d'un Executiu d'Irlanda del Nord per un sistema de "poder compartit", usant la regla D'Hondt per repartir ministeris proporcionalment a la força electoral dels diferents partits.
- Establiment d'un Consell Britànic-Irlandès amb representants de tots els llocs de les Illes Britàniques.
- Desarmament dels grups paramilitars.
- Transformació de la militaritzada Policia Reial de l'Ulster en un servei de policia civil.
- Retirada de les tropes britàniques.
- Alliberament condicional dels presos paramilitars pertanyents a les organitzacions que respectessin l'alto el foc.
- Modificació de la demanda constitucional irlandesa de sobirania sobre Irlanda del Nord.
- Eliminació de l'Acta de Govern d'Irlanda de 1920 per part del Parlament britànic, en la qual es proclamava la partició d'Irlanda.
- Reconeixement oficial de l'idioma irlandès a Irlanda del Nord.
- Establiment de la Comissió de Drets Humans d'Irlanda del Nord.
- Establiment d'un termini de dos anys per al lliurament de les armes de tots els grups paramilitars.
- Introducció de les mesures necessàries per afavorir la igualtat d'oportunitats en l'accés a les autoritats públiques de la regió.
- Reconeixement del dret dels habitants d'Irlanda del Nord d'identificar-se i ser acceptats com a britànics o com a irlandesos, o com ambdues coses alhora; així mateix, confirmació del dret dels ciutadans d'Irlanda del Nord de tenir nacionalitat britànica, irlandesa o totes dues nacionalitats alhora, acceptat per ambdós governs, encara que canviï l'estatus futur d'Irlanda del Nord.
- Acord entre ambdós països per referir-se a si mateixos amb el títol de "Regne Unit de la Gran Bretanya i Irlanda del Nord" i "Irlanda", substituint els prèviament usats "Regne Unit" i "República d'Irlanda".

## Referèndum d'aprovació
El maig de 1998 es van celebrar referèndums per separat concernents a l'Acord de Belfast. El que es va celebrar a Irlanda del Nord es referia exclusivament a l'Acord, propugnant l'aprovació o reprovació d'aquest, mentre que la votació a la República d'Irlanda es referia a l'aprovació de la necessària reforma per adequar la Constitució irlandesa en línia amb l'Acord. Per a això calia reformar els articles 2 i 3 d'aquest text per eliminar la reclamació territorial que s'hi feia de l'Ulster.
El resultat d'ambdós va ser d'una àmplia majoria en suport de l'Acord, tal com es mostra en la següent taula:
|                     | Índex de participació | Sí               | No             | Totals            |
| ------------------- | --------------------- | ---------------- | -------------- | ----------------- |
| Irlanda del Nord    | 81 %                  | 676.966 (71 %)   | 274.879 (29 %) | 951.845 (100 %)   |
| República d'Irlanda | 56 %                  | 1.442.583 (94 %) | 85.748 (6 %)   | 1.528.331 (100 %) |

## Resultats de l'Acord
Amb els anys, l'acord s'ha revelat com de relatiu èxit, havent contribuït a la pau i estabilitat a la regió.
El 28 de juliol de 2005 l'IRA Provisional va anunciar el cessament de la lluita armada. Oficialment, l'IRA es va considerar desmantellat el 3 de setembre de 2008, quan el seu Consell Armat ja no hi era operatiu, segons ha informat la Comissió Independent de Control, afegint que no existia una estructura de líders capaç d'organitzar-se.